# Смук
Смук, Ескулапова змија, белица (сада Zamenis longissimus, раније Elaphe longissima) је неотровна змија из фамилије Colubridae.

## Изглед
Тело смука је витко и дуго, глава је уска, а зенице су округле. Ова змија најчешће има дужину од 140 до 180 cm, мада постоје и јединке од преко 200 cm (225 cm). Мужјаци су нешто дужи од женки. Горња страна тела је једнобојно сивкаста до тамносива, сивкасто-зеленкаста или смеђкаста. Доња страна тела је беличаста. Задње надусне и слепоочне љуске на глави су такође светлије обојене. Постоје и јединке код којих се јавља меланизам, и које су црне боје, са првих 20 до 40 cm тела светлије боје, и са белим рубовима љусака. Поред меланизма, јавља се и амеланизам, односно албинизам, и те јединке су беле боје.

## Распрострањеност
Смук је распрострањен у јужној и средњој Европи, и у Малој Азији. На западу Европе има га до северне Француске и Шпаније, на северу до Немачке и Пољске. Запажено је да су јединке које насељавају западне ареале распрострањености нешто мање растом од оних у источним крајевима. У Великој Британији смук је интродукована врста и постоји једна колонија у Велсу, која се из зоолошког врта проширила у околне паркове и баште. У јужној Италији је присутна врста Zamenis lineata (раније позната као Elaphe longissima romana) или италијански смук.

## Станиште и начин живота
Смук насељава светле белогоричне шуме, али преферира сувља станишта, као што су стене, гомиле камења или рушевине. Насељава и ливаде са грмљем и високом травом. Смук је добар пењач и може се често видети како се пење по дрвећу, а плива само ако мора. Лети се сунча, али избегава велике температуре. Већином се у септембру крије због зимског мировања. Има благу нарав, али често уједа кад се осети угроженим, при чему испушта садржај клоакалне жлијезде.

## Прехрана
Младе јединке се хране гуштерима, док се одрасли највише хране мишевима и другим ситним глодарима које по летњим врућинама лове сваки трећи дан. Повремено се хране и кртицама, жабама, младим птицама, волухарицама а некад и веверицама. Плен убија стезањем, а гута га од главе.

## Размножавање
Паре се у мају и јуну, а женка полаже 5 до 8 јаја крајем јуна или почетком јула. Јаја су крушкастог облика, издужена и беле боје. Женка их полаже под земљом, у рупама дрвећа или у компостиштима, некад заједно са јајима бјелоушке. Смук у заробљеништву достиже старост од 25 до 30 година, док у природи живи знатно краће.

## Значај
Смук је битна карика у сплету ланаца исхране у природи као конзумент, јер је месојед на чијем су јеловнику већином мишеви и други глодари, те тако регулише њихову бројност. Поред тога смук је због својих животних навика, прехране и неотровности, заступљен у тераристици као кућни љубимац. Смук је био познат и Старим Грцима, па је тако постао саставни дио симбола медицине, односно штапа грчког бога медицине и лечења, Асклепија (лат. Ескулап), по коме је и смук добио назив Ескулапова змија. У већем делу станишта, смук представља заштићену врсту коју је забрањено узнемиравати и убијати.
Напада ретко и искључиво из страха, обично се уплаше и беже. Многи се неосновано плаше змија. Смук је неотровна врста где ни ујед ништа не може значајно да угрози човека. Када се угледа змија, најбоље је склонити је у страну неким предметом како се не би осетиле угроженима, или рукавицама па је пренети у платненој врећи до најближег природног станишта.

## Галерија
- смук
- смук
- смук
- смук